# Adriana Cristina Serquis
Adriana Cristina Serquis (Buenos Aires, 7 de noviembre de 1967) es una física argentina, ex presidenta de la Comisión Nacional de Energía Atómica (CNEA) e investigadora principal del Consejo Nacional de Investigaciones Científicas y Técnicas (CONICET). En 2014 obtuvo el Premio Nacional L’Oréal-UNESCO “Por las Mujeres en la Ciencia” por su aporte al uso racional de la energía eléctrica.

## Biografía
Se graduó de licenciada en Ciencias Físicas por la Facultad de Ciencias Exactas y Naturales de la Universidad de Buenos Aires en 1993 y de doctora en Ciencias Físicas en el Instituto Balseiro, Universidad Nacional de Cuyo en 2000. 
Entre 1994 y 2000 fue becaria de la Comisión Nacional de Energía Atómica (CNEA) y del Consejo Nacional de Investigaciones Científicas y Técnicas (CONICET) de Argentina. Entre 2001 y 2003 fue investigadora posdoctoral en el Laboratorio Nacional de Los Álamos en Los Álamos, Estados Unidos. Como investigadora principal del Instituto de Nanociencia y Nanotecnología (CNEA-CONICET), jefa del departamento de Caracterización de Materiales – GIA,de CONICET en el Centro Atómico Bariloche de la CNEA su línea de investigación se enmarcó en desarrollar técnicas avanzadas de caracterización de materiales para energías limpias, donde estudió la síntesis y caracterización de materiales superconductores y óxidos nanométricos para celdas de combustible de alta temperatura. También se desempeñó como profesora adjunta en la sede Andina de la Universidad Nacional de Río Negro, dictando  materias de la carrera del profesorado en química y como profesora invitada del Instituto Balseiro.
En el período 2018-2021 fue presidenta de la Asociación Argentina de Cristalografía y miembro del Consejo de Administración de la Fundación Argentina de Nanotecnología.
Desde junio de 2021 hasta mayo de 2024 fue presidenta de la Comisión Nacional de Energía Atómica (CNEA). Estableció una nueva forma de gestión del organismo haciendo hincapié en la importancia de la planificación estratégica y en la definición de proyectos prioritarios. De estos el CAREM25 y el proyecto RA10 pasan a ser los proyectos principales de la Comisión y desde donde se busca impulsar el desarrollo tecnológico nacional. Propuso la recuperación energética recuperando las capacidades de producción de agua pesada en la Planta Industrial de Agua Pesada (PIAP).

## Premios
- 2013 - Diploma al mérito en Ciencia y Tecnología de la Fundación Konex en el área de Nanotecnología.[10]
- 2014 - Premio Nacional L’Oréal-UNESCO “Por las Mujeres en la ciencia” por su aporte al uso racional de la energía eléctrica.[1][2][3]